# Sielc (województwo mazowieckie)
Sielc – wieś sołecka w Polsce położona w województwie mazowieckim, w powiecie ostrowskim, w gminie Ostrów Mazowiecka.
W latach 1975–1998 miejscowość położona była w województwie ostrołęckim.
Wierni Kościoła rzymskokatolickiego należą do parafii św. Maksymiliana Marii Kolbego w Kozikach lub do parafii Chrystusa Dobrego Pasterza w Ostrowi Mazowieckiej.